# 馬金
馬金 （？—？年），字汝礪，號五山，四川省順慶府西充縣紫岩乡人，明朝政治人物。

## 生平
成化二十年（1478年）甲戌科三甲110名進士。初授庐州府通判，再迁知府。任内建余忠宣公祠，创建景贤书院。修郡庠“尊经阁”，购书藏之。正德元年（1506年）十月升贵州左参政，復除浙江左参政，六年十二月官至浙江右布政使，七年四月轉左布政，所至有惠政，民眾建祠祭祀。

## 家族
父马廷用，成化進士。四弟馬龠，五弟馬仝弘治十二年同中进士。